# Quella carogna dell'ispettore Sterling
Quella carogna dell'ispettore Sterling è un film del 1968 diretto da Emilio P. Miraglia.

## Trama
L'ispettore Sterling, dopo aver perso un figlio, ucciso da una banda di rapinatori, è accusato ingiustamente di aver ucciso un testimone. Deciso a provare la propria innocenza, cerca di scovare i colpevoli che hanno imbastito l'accusa contro di lui, che gli è costata l'espulsione dalla polizia.

## Distribuzione
Distribuito nei cinema italiani il 13 aprile 1968, il film ha incassato complessivamente 397.425.000 di lire dell'epoca.